# Політ на Марс
«Політ на Марс» (нім. Flucht zum Mars) — науково-фантастичний роман австрійського письменника Герберта Франке, опублікований у 2007 році.

## Сюжет
Дія роману відбувається у 23 столітті. Команда з восьми осіб летить на Марс. Там вони повинні відвідувати збудовану китайцями 200 років тому (і незабаром закинуту) станцію і відновити бункер останньої китайської імператорської династії. Вся експедиція буде зняматися на телекамери, щоб забезпечити матеріал для реаліті-шоу.
У ході роману, Франке розповідає про ситуацію на Землі. Після війни між Сходом та Заходом, встановилась диктатура світового уряду під керівництвом штучного інтелекту з назвою «Barbie Brain».  Правопорушники, дисиденти і люди з генетичними дефектами піддавалися різним методам лікування (хірургічне втручання в мозок). За винятком двох осіб, всі члени місії негативно ставились до режиму.
Команда приземляється за декілька кілометрів від станції. Решту шляху експедиція мусить подолати пішки. У дорозі Рамзес, самопроголошений лідер експедиції, відкриває мету місії: Землі загрожує астероїд, якого неможливо знешкодити. Експедиція повинна дослідити можливість евакуації певних людей на Марс.
Після ночівлі у наметах, майже всіх учасники експедиції з роботами направляються до станції. У наметовому містечку залишаються лише двоє: Альф та Сільві.
На станції вони знаходять не бункер китайської династії, а кілька тон дорогоцінного металу паладію, що його видобували китайці. Тим часом астероїд вибухає скоріше ніж вважалося, хоча і наносить Землі певні збитки. Рамзес хоче повернути на Землі стільки паладію, скільки це можливо, а також Ліннет (з якою він хоче одружитися). Все інше його не цікавить. Він убиває трьох своїх колег, але його грабують роботи. Тут запускається зворотний відлік часу до запуску корабля. Рамзес та екіпаж, що залишився, повинні встигнути на корабель, щоб повернутися додому.